# 最后的晚餐 (罗塞利)
《最后的晚餐》是意大利文艺复兴画家科西莫·罗塞利和比亚吉奥·安东尼奥的一幅湿壁画，绘制于1481年－1482年，位于罗马的西斯汀小堂内。
艺术家们带来了许多助手。罗塞利带来了他的女婿皮耶罗·迪·科西莫。艺术史学家乔尔乔·瓦萨里认为，罗塞利是西斯廷小堂画家中天赋较差的一位，他的画作成为其他艺术家讽刺的对象。但是，他用鲜艳的色彩得到了教宗的赞赏，但是后者显然不是艺术专家。

## 类似作品
- 《最后的晚餐》
- 列奥纳多·达·芬奇的《最后的晚餐_(达芬奇)》
- 丁托列多的《最后的晚餐 (丁托列托)》